# Mount Vernon (Kentucky)
La ville de Mount Vernon est le siège du comté de Rockcastle, dans l’État du Kentucky, aux États-Unis. Sa population s’élevait à 2 477 habitants lors du recensement de 2010, estimée à 2 486 habitants en 2016.